# كاميلي أ. براون
كاميلي أ. براون (بالإنجليزية: Camille A. Brown)‏ هي راقصة أمريكية، ولدت في 1979.